# جولیو آندرئوتی
جولیو آندرئوتی (به ایتالیایی: Giulio Andreotti) (زاده ۱۴ ژانویه ۱۹۱۹ – درگذشته ۶ مه ۲۰۱۳) سیاستمدار ایتالیایی و نخست‌وزیر پیشین و سیاستمدار دوران پس از جنگ جهانی دوم در ایتالیا بود.
وی از قدرتمندترین چهره‌های سیاسی ایتالیای معاصر بود. وی هفت بار بین سال‌های ۱۹۷۲ تا ۱۹۹۲ نخست‌وزیر ایتالیا شد. او رهبر حزب دموکرات مسیحی ایتالیا بود که برای دهه‌ها در صحنه سیاسی ایتالیا قدرت داشت.

## زندگی
جولیو آندرئوتی در ۱۴ ژانویه ۱۹۱۹ به دنیا آمد. بعداً در ۲۸ سالگی، وزیر شد و به فراخور ائتلاف‌های حزب دموکرات مسیحی که به دفعات تغییر می‌کرد، جایگاهش در کابینه تغییر کرد.
آقای آندرئوتی در سال ۱۹۴۶ میلادی به پارلمان ایتالیا راه یافت و تا آخر عمر در آن باقی‌ماند. رئیس‌جمهور وقت ایتالیا، فرانچسکو کوسیگا، آقای آندرئوتی را در سال ۱۹۹۱ به عنوان یک «سناتور مادام‌العمر» منصوب کرد. او علاوه بر پست نخست‌وزیری ۲۳ بار وزیر کشور، ۵ بار وزیر خارجه، و ۸ بار وزیر دفاع ایتالیا نیز شد حزب دموکرات مسیحی تقریباً مداوما از سال ۱۹۴۶ تا ۱۹۹۲ در ایتالیا مسلط بود تا این‌که قدرت را از دست داد و منحل شد. اما دیگرانی هستند که این نخست‌وزیر هفت‌دوره‌ای را یک «سیاستمدار سوءاستفاده‌گر» می‌دانند.
آندره‌ئوتی به تدوین قانون اساسی جدید ایتالیا پس از جنگ جهانی دوم کمک شایانی کرد و در سال ۱۹۵۴ به مقام وزیر کشور برگزیده شد. این اولین مقام سیاسی او بود. وی اولین بار در سال ۱۹۷۲ به مقام وزیر کابینه برگزیده شد.

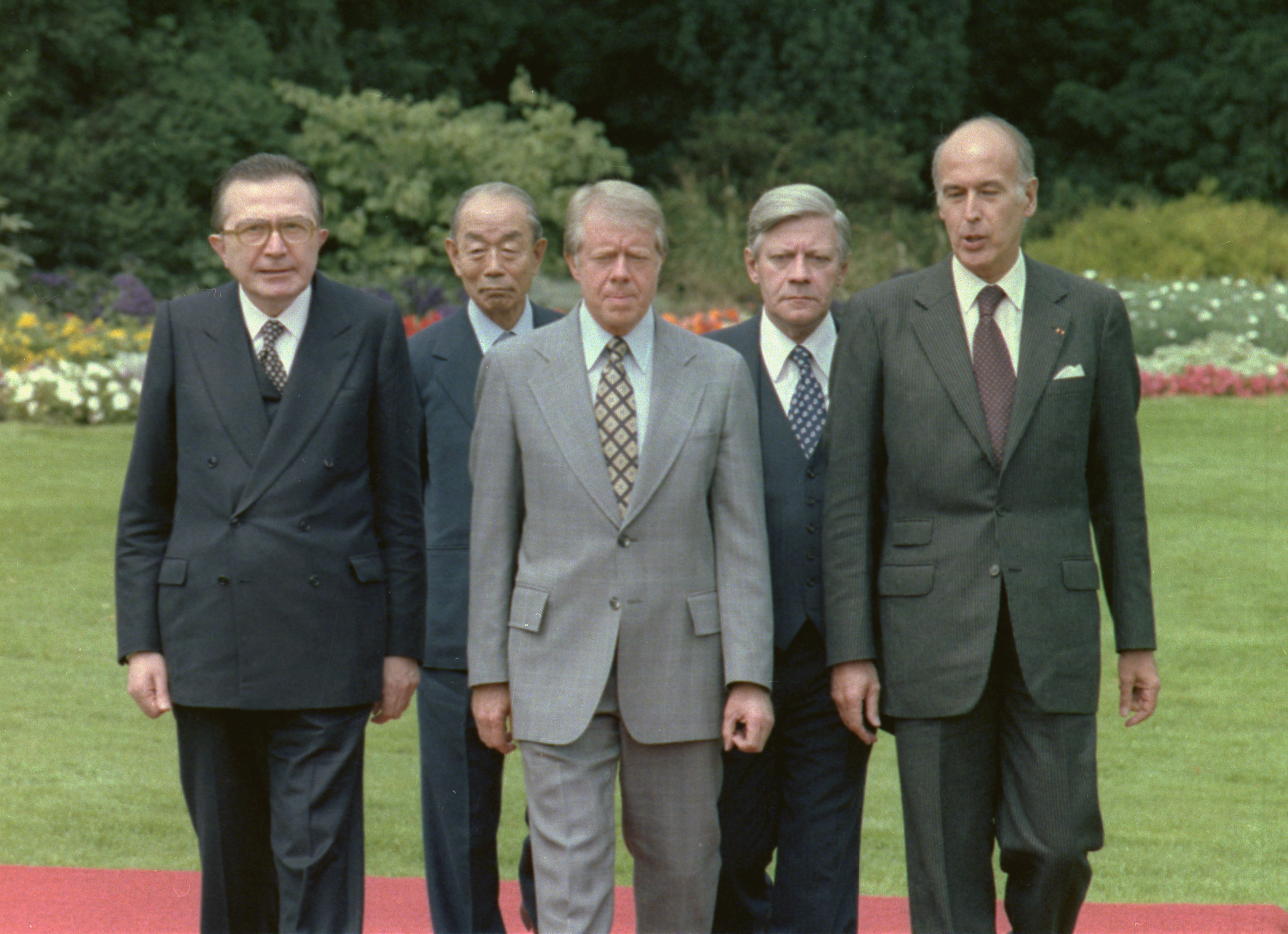

آقای آندرئوتی خیلی ضد کمونیسم بود، به آمریکا گرایش داشت، و از ناتو حمایت می‌کرد. او همچنین به عنوان یک سیاستمدار حامی ایده اتحاد اروپا شناخته می‌شد که اهتمام داشت ایتالیا در شکل‌گیری این اتحادیه شریک باشد و کمک کرد پول واحد اروپا، یورو، شکل بگیرد.
قدرت و بدنامی جولیو آندرئوتی از قدرتمندترین چهره‌های سیاسی ایتالیا در دوره معروف به «سال‌های سربی» بود؛ دهه‌های ۷۰ و ۸۰ میلادی که صدها نفر در جریان خشونت‌های سیاسی کشته شدند.
او شخصاً نیز با اتهامات سنگینی دربارهٔ ارتباط با سرمایه‌داران فاسد و جنایت‌کاران بزرگ روبه‌رو بود.
یک خبرچین آندرئوتی را متهم کرده بود که در یک نشست سری در سال ۱۹۸۷، با توتو رینا معروف به «رئیس‌الروسای مافیا» دیداری صمیمانه داشته‌است.

جولیو آندرئوتی در سال ۱۹۹۹ به اتهام صدور دستور قتل یک روزنامه‌نگار که تهدید به افشای جزئیاتی از روابط مورد ادعای آندریوتی با مافیای ایتالیا کرده بود، دادگاهی شد. او از این اتهام تبرئه شد ولی دادگاه تجدید نظر با رد کردن این حکم، او را به ۲۴ سال حبس محکوم کرد. در سال ۲۰۰۴ دادگاه عالی تجدیدنظر در ایتالیا، این رأی دادگاه را تأیید کرد که جولیو آندریوتی «آگاهانه و عامدانه» با روسای مافیای ایتالیا رابطه داشته‌است. با این حال به خاطر قانون مصونیت قضایی ایتالیا، او رسماً به این جرم محکوم نشد.
نام جولیو آندرئوتی در سال‌های پایانی عمرش با اتهاماتی دربارهٔ فساد و ارتباط با مافیا همراه شده بود.
آندره‌ئوتی که چهار فرزند دارد وی در سال‌های اخیر مشکلات قلبی و تنفسی داشته‌است. او روز دوشنبه ۶ مه ۲۰۱۳، در سن ۹۴ سالگی در خانه‌اش در رم درگذشت. آقای آندرئوتی تا آخرین سال‌های عمرش همچنان سیاستمداری بانفوذ بود که روابط نزدیک او با واتیکان، از جمله دلایل قدرتش بود. او در آپارتمانش درگذشت که درست چسبیده به واتیکان بود.

## نظرات
ماسیمو دالما، یک نخست‌وزیر دیگر ایتالیا، گفته‌است که 
جولیو آندرئوتی "به خاطر برداشتش از مفهوم قدرت، خیلی بحث‌برانگیز بوده‌است."
دیوید ویلی، خبرنگار بی‌بی‌سی در رم، می‌گوید 
جولیو آندرئوتی به زیرکی شناخته می‌شد. او یکی از پدران بنیانگذار جمهوری ایتالیا پس از جنگ جهانی بود.
جیانی آلمانو، شهردار رم، از آقای آندرئوتی به عنوان «مردمی‌ترین سیاستمدار» در تاریخ معاصر ایتالیا ستایش کرده‌است.